# 池田政善
池田 政善（いけだ まさよし）は、江戸時代後期の大名。備中国鴨方藩の（2人目の）第8代藩主。内密で異母兄の池田政広とすり替わって家督を継いだが、公式には政広と政善は同一人物とされた。

## 略歴
6代藩主・池田政養の四男として誕生した。母は側室の岩田氏。幼名は虎吉、甚次郎。諱は初め政広、のち政敏、政善。
文政7年（1824年）、兄で先代藩主の池田政共が早世した際、その末期養子として跡を継いだ、というのが公式上の記録である（実情は後述する）。文政9年（1826年）1月28日に11代将軍徳川家斉に初御目見し、元服する。同年5月には藩主として初めて岡山へ帰国し（鴨方藩は岡山藩の支藩であり、藩主は岡山城下に居住した）、翌文政10年（1827年）から諱を政善と名乗るようになった。
弘化3年（1846年）10月4日、在所で死去したものの、鴨方藩は幕府に死亡届けを出さなかった。病弱な嫡子・政樹の相続を避けようとしたためと考えられる。弘化4年（1847年）3月13日、病気を理由に幕府に参勤交代の延期を願う。同年3月17日、政樹の廃嫡願を提出する。同年4月26日、急養子願を提出し、池田政詮（後の池田章政）の相続を願う。同年4月27日（1847年6月10日）、幕府に死亡届けを出した。公的には、同日に37歳（数え年）で死去したことになっている。

## 兄弟の入れ代わり
政共が生前に仮養子に指名していたのは、嫡出の同母弟（母は池田宗家の池田治政の娘）の甚次郎（奄有）で、政共が急死した際には甚次郎が末期養子として跡を継いだ。しかし、甚次郎は生来病弱で、家督相続に伴う諸行事もままならず、その都度名代を立てねばならない有様であった。甚次郎が17歳になるまで待って、その上で新たな養嗣子に家督を継がせることも考えられたが、初御目見が無事に迎えられるかさえ危ぶまれた。そこで鴨方池田家では、文政8年5月1日（1825年6月16日）、甚次郎の6か月後に生まれた（生年は翌年のため数え年では1歳下になる）庶出の弟の虎吉を身代わりにして「甚次郎政広」を名乗らせ（のち政敏、政善と改名）、密かに家督相続者のすり替えを行った。元の甚次郎は剃髪して池田栄を名乗ることになったが、こちらは「虎吉」であったことにされた。栄は天保10年（1839年）に数え29歳で没した。
以上は「池田氏系譜」の記録による。『寛政重修諸家譜』や明治政府に提出した「家系・家譜」では、政共の跡を嫡出の同母弟の政善が継ぎ、栄（政徳、幼名・虎吉）は彼らの庶出の弟であったことになっている。

## 系譜
- 父：池田政養（1772年 - 1819年）
- 母：岩田氏
- 公式上の母[1]：兼子 - 瑞松院、池田治政の娘
- 正室：山内豊敬の養女、福原資敬の娘
- 生母不明の子女
  - 嫡男：池田政樹
  - 女子：宇多子 - 池田斉敏の養女、池田慶政正室
- 養子
  - 男子：池田政詮（1836年 - 1903年） - のち章政。相良頼之の次男